# Fred VanVleet
Fredderick Edmund VanVleet Sr. (født 25. februar 1994) er en amerikansk professionel basketballspiller, som spiller for NBA-holdet Houston Rockets.

## Klubkarriere

### Toronto Raptors
VanVleet var del af 2016 draften, men blev ikke valgt her. Han fik en chance hos Toronto Raptors som del af deres trup sommertuneringen, hvor han imponerede. Han skrev i juli 2016 sin første professionelle kontrakt med klubben. Han fik sin NBA debut den 9. november 2016 imod Oklahoma City Thunder, dog han kun spillede 26 sekunder i kampen. Han tilbragte størstedelen af sæsonen med holdets reservehold Raptors 905 i D-League. Han var her med til at vinde D-League mesterskabet i sæsonen.
Hans gennembrud på førsteholdet kom i 2017-18 sæsonen, hvor han blev en fast del af førsteholdet, og spillede 20 minuter per kamp.
Han imponerede stort i 2018-19 sæsonen, hvor at Raptors for første gang nåede til NBA finalen. Han spillede her en central rolle i, at Toronto vandt deres første mesterskab nogensinde, især som resultat af hans defensive arbejde imod Stephen Curry. Han kom på andenpladsen i Finals MVP afstemningen, da han var det eneste spiller udover Kawhi Leonard til at få en stemme.
VanVleet fortsatte som fast mand på holdet over de næste sæsoner. I 2021-22 sæsonen blev han valgt til All-Star holdet for første gang, og blev hermed kun den fjerde spiller til at blive en all-star, trods de ikke var blevet draftet.

### Houston Rockets
VanVleet skiftede i juli 2023 til Houston Rockets.